# 如意坊站
如意坊站是广州地铁6号线和11号线的换乘车站，位于中国广东省廣州市荔湾区黄沙大道多宝路口西側地塊的地底（旧广州南站站场）。车站於2013年12月28日随6号线首期通车而启用，2024年12月28日随11号线通车而成为换乘车站。

## 車站結構

### 車站樓層
本站共有六層。地面為车站各出入口，周边为黃沙大道、多寶路、內環路高架、如意坊隧道以及附近建築；地下一至三層為来往站厅至地面的转换层、车站設備區以及预留商業設施；地下四層為站廳；地下五層為11號線月台；地下六層為6號線月台。
本站作为6號線与11号线的换乘站，兩線車站統一設計，分期建成。6号线车站總建築面積2.1万平方米，车站基坑长111.6米、深33.57米，月台寬達23米，是6号线最大的車站。11号线车站主体长度307.6米，宽38.5米；其站体西端与如意坊过江行车隧道工程同步实施，距离珠江最近仅25米。
本站6号线部分主题色为淺棕色，且作为首期的重點站，柱面有荔湾湖公园裝飾图案；11号线车站部分采用白色。
本站在6号线换乘阁楼和11号线往石围塘方向的一端设有卫生间。另外在站厅非付费区靠近B出入口处和11号线站台卫生间旁设有母婴室。
| 地下一层 | 转换层                     | 来往站厅及出入口 车站设备、安检设施（E出入口）   |  |  |
| 地下二层 | D口转换层                  | 来往地下四层站厅及地下三层转换层                 |  |  |
|          |                            |                                                  |  |  |
|          | 转换层                     | 来往站厅及出入口、预留地下商业设施               |  |  |
| 地下三层 | D口转换层                  | 来往D1、D2出入口及地下二层转换层 安检设施        |  |  |
|          |                            |                                                  |  |  |
|          | 转换层                     | 来往站厅及出入口、预留地下商业设施               |  |  |
| 地下四层 | 站廳                       | 售票機、客服中心、商店、警务室、母嬰室、安检设施 |  |  |
| 地下五层 | 3 站台                     | █11号线 外环方向（下站：石围塘）                 |  |  |
|          | 岛式站台（卫生间、母婴室） |                                                  |  |  |
|          | 4 站台                     | █11号线 内环方向（下站：中山八）                 |  |  |
|          | 换乘平台                   | 往 █11号线 站台 卫生间                           |  |  |
| 地下六层 | 2 站台                     | █6号线 潯峰崗方向（下站：坦尾）                  |  |  |
|          | 岛式站台                   |                                                  |  |  |
|          | 1 站台                     | █6号线 香雪方向（下站：黄沙）                    |  |  |

### 站厅
如意坊站站廳為一個偏心十字型的共用站廳，6號線站廳為南北向，11号线站厅为東西向，均位于地下四层。其中11号线站廳部分被分開為东西兩個部分。
为方便行人进出及换乘，站厅中央部分被划分为收费区，收费区内通往6号线站台设有4條扶手电梯以及一組楼梯供乘客来往月台，楼梯则处设有轮椅升降机供使用轮椅人士前往6号线月台。通往11号线站台则设有多条扶手电梯、专用电梯和楼梯连接。
如意坊站站厅設有自动售票機及智能客務中心，亦设有7-11便利店、面包糕饼店、理发店等商店以及自動售賣機、自动售卡/充值机等设施。
- 6号线站厅（付费区以东位置）
- 11号线西侧站厅
- 11号线东侧站厅
- 6号线车站部分之柱面裝飾

### 换乘
6号线月台北端阁楼设有换乘节点，通过三组单向扶梯连接至11号线站台中部。在阁楼與6號線站台相接的位置，由於高度差較大，設置了一座較高的樓梯，同時設置了一條斜坡，供殘疾人士使用。考虑到6号线与11号线之间的运力差距，现时该节点仅供6号线换乘11号线使用，而从11号线换乘6号线则需绕经站厅。
- 6号线站台北端通往阁楼的楼梯及斜坡
- 6号线站台北端阁楼处设有三条扶梯前往11号线站台，图左为卫生间

### 月台
本站6號線及11號線各自设有一个島式月台，6號線月台設於黄沙大道西侧地塊的地底，跨多宝路，位于地下六层；11號線月台設於多宝路北侧地底，位于地下五层。
另外，本站6號線月台西側設有一條折返線。當6號線的西段發生故障時或是受台风来袭等恶劣天气影响需要停运露天段时，往潯峰崗方向的列車會通過此折返線折返，以本站為臨時總站。

### 出入口
如意坊站目前設有5個出入口供乘客进出，车站启用时开通A、B出入口，11号线开通该部分站体启用时新增D1、D2和E出入口。
雖然本站A出入口旁設有升降機，但因車站大部分空間均被劃入公共區，车站设备区的空間狹窄有限，因此A出入口無法设置直達地面至地下四層站廳的升降机，只能分開設置两台升降机，乘客往来地面与站厅之间只能先乘坐升降機至地下一层的转换层后再转乘另一部升降机。
|                                                             |                                                           |      |          | |
|                                                             |                                                           |      |          | |
| 編號                                                        | 设施                                                      | 照片 | 出口指示 | 建議前往的目的地 |
| A                                                           | 盲道标志 · 升降机标志 · 无障碍通道标志 · 扶手电梯标志     |      | 黄沙大道 | 多宝路、如意坊公交车站（东行①号分站）                                                                                      |
| B                                                           | 盲道标志 · 轮椅升降台标志 · 无障碍通道标志 · 扶手电梯标志 |      | 黄沙大道 | 多宝路、广物果品干货市场、如意坊公交车站（东行②号分站）                                                                    |
| C2                                                          |                                                           |      |          | （暂未開通） |
| D1                                                          | 盲道标志 · 扶手电梯标志                                   |      | 多宝路   | 荔湾湖公园、广州医科大学附属第三医院、多宝路（广医三院）公交车站（南行）、如意坊公交车站（西行①、②号分站）、如意坊公交总站 |
| D2                                                          | 盲道标志 · 扶手电梯标志                                   |      | 多宝路   | 黄沙大道、多宝路（广医三院）公交车站（北行①、②号分站）、黄沙大道（广医口腔医院）公交车站（西行①、②号分站）                 |
| E                                                           | 盲道标志 · 扶手电梯标志                                   |      | 黄沙大道 | 多宝路 |
| 註： 設有 \| 設有 \| 設有 \| 設有輪椅升降台 \| 設有扶手電梯 |                                                           |      |          | |

## 接駁交通
| 编号 | 编号 | 线路                     | 线路 | 线路               | 收费 | 备注 |
| ---- | ---- | ------------------------ | ---- | ------------------ | ---- | ---- |
|      | 3    | 东山龟岗（中共三大会址） | ⇆    | 如意坊             | 2元  |      |
|      | 133  | 中山八路                 | ⇆    | 龙口西（穗园小区） | 2元  |      |

| 编号 | 编号  | 线路                         | 线路 | 线路                     | 收费 | 备注                              |
| ---- | ----- | ---------------------------- | ---- | ------------------------ | ---- | --------------------------------- |
|      | 3     | 东山龟岗（中共三大会址）     | ⇆    | 如意坊                   | 2元  |                                   |
|      | 9     | 中山八路                     | ⇆    | 沥滘                     | 2元  | 经内环路、工业大道                |
|      | 71    | 芳村西塱                     | ⇆    | 同德围（阳光花园）       | 2元  |                                   |
|      | 82    | 中山八路                     | ⇆    | 沥滘                     | 2元  | 经江南大道、东晓南路              |
|      | 105   | 黄沙                         | ⇆    | 棠安路                   | 2元  | 使用无轨电车运营                  |
|      | 广123 | （广州）革新路（光大花园）   | ⇆    | （佛山）半岛花园         | 2元  |                                   |
|      | 208   | 中山八路                     | ⇆    | 大塘西（敦和）           | 2元  |                                   |
|      | 209   | 坦尾（柏悦湾）               | ⇆    | 广州火车东站             | 2元  |                                   |
|      | 广275 | （广州）解放北路（应元路口） | ⇆    | （佛山）平洲（富丰君御） | 3元  |                                   |
|      | 538   | 南方大厦（文化公园）         | ⇆    | 汇侨新城                 | 2元  |                                   |
|      | 夜33  | 石榴岗                       | ⇆    | 中山八路                 | 4元  | 经江南大道、东晓南路 82路附属线路 |

| 编号 | 编号 | 线路                     | 线路 | 线路               | 收费 | 备注                              |
| ---- | ---- | ------------------------ | ---- | ------------------ | ---- | --------------------------------- |
|      | 3    | 东山龟岗（中共三大会址） | ⇆    | 如意坊             | 2元  |                                   |
|      | 15   | 西华路尾                 | ⇆    | 汾水小区           | 2元  |                                   |
|      | 25   | 昌岗路                   | ⇆    | 大坦沙（市1中）    | 2元  |                                   |
|      | 55   | 金沙洲（涛乐街）         | ⇆    | 桥东小区           | 2元  |                                   |
|      | 74   | 水秀一路                 | ⇆    | 动物园（先烈中路） | 2元  |                                   |
|      | 82   | 中山八路                 | ⇆    | 沥滘               | 2元  | 经江南大道、东晓南路              |
|      | 270  | 大基头（木偶艺术剧院）   | ⇆    | 土华               | 2元  |                                   |
|      | 夜33 | 石榴岗                   | ⇆    | 中山八路           | 4元  | 经江南大道、东晓南路 82路附属线路 |
|      | 夜37 | 江海大道中               | ⇆    | 中山八路           | 3元  | 270路附属线路                     |

## 歷史

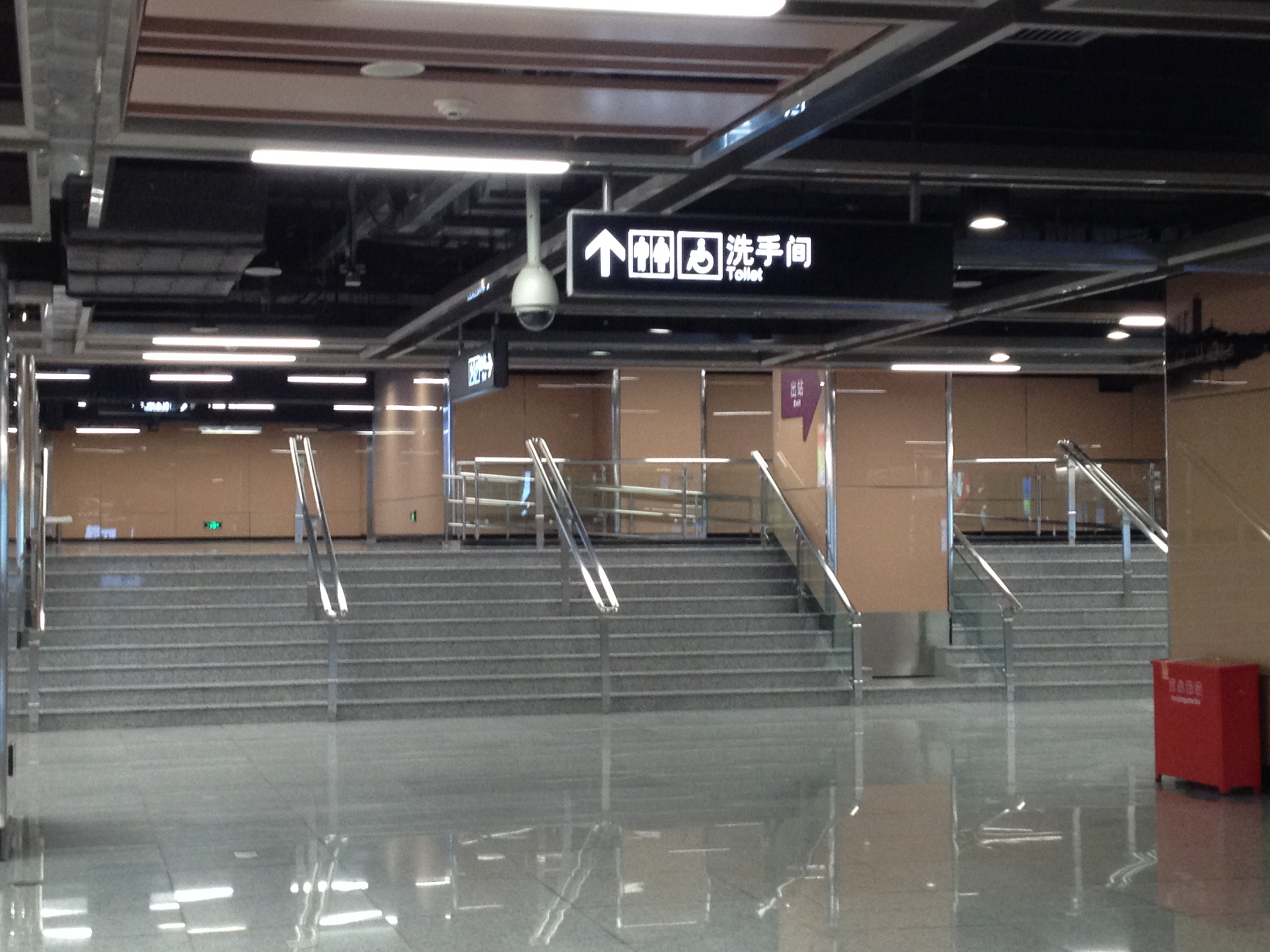
6号线北端阁楼处设洗手间，可見预留的換乘節點（2014年）

本站最早出現在1997年的《廣州市城市快速軌道交通線網規劃研究（最終報告）》中，是當時的方案B之中的5號線（環線）的一個車站，設於原廣州南站地塊附近。後來在2003年規劃中，本站確定為現6號線的其中一站。再於2008年的方案中，新增的大環線亦經過本站，與6號線交匯。最終環線於2010方案中成為現時11號線（特大環線），仍於本站與6號線交匯。
2006年，6號線如意坊站動工。車站原建設方案為明挖站廳加暗挖分離島式站台的設計，後來在地陷事件後，修改為全明挖到底的島式站台車站設計。同時因規劃環線經過本站，車站設計中加入預留環線的部分站台及換乘節點。2011年10月15日，本站封頂。2013年12月28日，本站随6号线首期正式开通而启用。
11号线车站于2018年7月进入主体结构施工阶段，2021年12月实现主体结构封顶，2024年4月完成接入6号线车站施工，同年7月30日完成“三权”移交。

### 地陷事件
2007年10月5日凌晨3時，如意坊站在施工期間突然有水湧出，導致300平方米的地面塌陷約五六米，事故未造成人員傷亡。次日6時30分，塌陷部分已全部用水泥回填。
隨後如意坊站建設方案被修改，從暗挖分離島式站台改為全明挖單島式站台。但由於當時車站西端的折返線隧道已經完工，因此車站範圍內的線間距只能保持原設計的26米，而本站6號線建成了寬達23米的島式站台，一度成为廣州地鐵中最寬敞的月台，随后该记录被2020年开通的华林寺站超越（华林寺站月台中部明挖部分有约26米宽）。